# Bebearia maledicta
Bebearia maledicta är en fjärilsart som beskrevs av Embrik Strand 1912. Bebearia maledicta ingår i släktet Bebearia och familjen praktfjärilar. IUCN kategoriserar arten globalt som livskraftig. Inga underarter finns listade i Catalogue of Life.